# 21584 Polepeddi
A 21584 Polepeddi (ideiglenes jelöléssel 1998 SK121) a Naprendszer kisbolygóövében található aszteroida. A LINEAR projekt keretében fedezték fel 1998. szeptember 26-án.